# غاسبار دياز
غاسبار دياز (بالبرتغالية: Gaspar Dias‏) هو رسام برتغالي، ولد في 1671، وتوفي في 1671 في لشبونة في البرتغال.